# 福岡第一高等學校
福岡第一高等學校（日语：／ Fukuoka Daiichi Kōtōgakkō */?），是一所位於日本福岡縣福岡市的全日制私立高等學校。
該校的運動社團十分活躍，在籃球、劍道、棒球、田徑等領域都有傑出的表現。其中籃球部曾於日本全國高等學校籃球錦標賽中三度奪冠；棒球部在夏季甲子園出場二次、春季甲子園出場一次，並於1988年第70屆夏季甲子園獲得亞軍。

## 沿革
- 1956年 - 創校。
- 1966年 - 商業科獨立成為福岡第一商業高等學校。
- 1980年 - 學校法人更名為都築高宮學園。
- 1985年 - 學校法人更名為都築學園。
- 2017年 - 新設建築土木科。

## 學科
- 國際科
- 普通科
- 音樂科
- 社會心理科
- 造形科
- 機械工程科
- 自動車機械科
- 電腦AI科
- 建築土木科

## 交通資訊
搭乘鐵路：
- 西日本鐵道天神大牟田線大橋車站、高宮車站徒步約10分鐘。
- JR九州鹿兒島本線竹下車站徒步約20分鐘。

## 知名校友
- 張奕（棒球運動員）
- 松山清治（漫畫家）
- 陽岱鋼（棒球運動員）
- 周奕丞（棒球運動員、翻譯）
- 林煌尹（棒球運動員）
- 河村勇輝（籃球運動員）

## 外部連結
- 官方網站 （页面存档备份，存于）
- 福岡第一高等學校的Facebook專頁